# 20 agosto
Il 20 agosto è il 232º giorno del calendario gregoriano (il 233º negli anni bisestili). Mancano 133 giorni alla fine dell'anno.

## Eventi
- 479 a.C. – La battaglia di Platea pone fine all'invasione persiana della Grecia, Mardonio viene messo in fuga da Pausania, il comandante spartano dell'esercito greco
- 636 – Battaglia dello Yarmuk: le truppe arabe guidate da Khālid ibn al-Walīd dopo una sanguinosa battaglia sconfiggono l'esercito bizantino di Eraclio I
- 917 – Battaglia di Anchialo: lo zar Simeone I il Grande invade la Tracia e scaccia i bizantini
- 1372 – Stipula del Trattato di Avignone tra Federico IV di Sicilia e Giovanna I di Napoli, atto finale delle guerre del Vespro
- 1794 – Battaglia di Fallen Timbers: truppe di bianchi costringono una confederazione di guerrieri nativi americani Shawnee, Mingo, Delaware, Wyandot, Miami, Odawa, Chippewa e Potawatomi a una fuga disorganizzata
- 1804 – Spedizione di Lewis e Clark: i "corpi di scoperta", il cui scopo era di esplorare la Louisiana, subiscono la loro prima e ultima perdita quando il sergente Charles Floyd muore, apparentemente per un'appendicite acuta[1][2]
- 1828 – Prima assoluta de Il Conte Ory di Gioachino Rossini al teatro dell'Opéra di Parigi
- 1868 – Ad Abergele, nel nord del Galles, si verifica la più grave sciagura ferroviaria mai avvenuta prima di allora in Gran Bretagna, in cui trovano la morte 33 persone[3][4]
- 1882 – Debutto dell'Ouverture 1812 di Pëtr Il'ič Čajkovskij a Mosca
- 1914 – Prima guerra mondiale: le forze tedesche occupano Bruxelles[5][6]
- 1920 – La prima stazione radio commerciale, 8MK (WWJ), inizia l'attività a Detroit (Michigan)[7]
- 1940 – Il rivoluzionario russo in esilio Lev Trockij è ferito mortalmente a Città del Messico da un sicario; morirà il giorno dopo
- 1955 – In Marocco, una forza di Berberi, proveniente dalla regione delle Montagne dell'Atlante (Algeria), compie un'incursione in un insediamento rurale, uccidendo 77 francesi[senza fonte]
- 1960 – Il Senegal si separa dalla Federazione del Mali e dichiara l'indipendenza
- 1968 – 200000 soldati del Patto di Varsavia e 5000 carri armati invadono la Cecoslovacchia per porre fine alla Primavera di Praga
- 1975 – Programma Viking: la NASA lancia la sonda planetaria Viking 1 in direzione di Marte
- 1976 – In Australia, una puntata del programma televisivo Bandstand trasmessa da Nine Network e dedicata all'arrivo degli ABBA in Oceania registra un record di ascolti tuttora imbattuto, con uno share del 54%[8]
- 1977 – Programma Voyager: la NASA lancia la Voyager 2
- 1981 – Dopo 60 giorni di sciopero della fame, Mickey Devine è il decimo e ultimo detenuto repubblicano a morire nel Carcere di Maze, nella località di Long Kesh, in Irlanda del Nord
- 1982 – Guerra civile in Libano: una forza multinazionale sbarca a Beirut per supervisionare il ritiro dell'Organizzazione per la Liberazione della Palestina dal Libano
- 1983 – Si apre a Ōsaka la XXII edizione del Nihon SF taikai, popolarmente nota come Daicon IV, per la quale viene realizzato il video d'apertura Daicon IV Opening Animation
- 1991
  - Dissoluzione dell'Unione Sovietica: più di 100000 persone si radunano fuori dal parlamento sovietico protestando contro il tentato colpo di Stato per deporre il presidente Michail Gorbačëv[9]
  - Dopo quasi cinquant'anni di occupazione, l'Estonia dichiara al mondo l'aggressione dell'Unione Sovietica del 1939 e dichiara la restaurazione dell'indipendenza
- 1997 - Delitto del Morrone
- 1998
  - La Corte suprema del Canada sancisce che il Québec non può secedere legalmente dal Canada senza l'approvazione del governo federale[7]
  - Attentati alle ambasciate statunitensi del 1998: l'esercito statunitense lancia un attacco con missili cruise contro un presunto campo di addestramento di Al Qaida in Afghanistan e contro una sospetta fabbrica chimica in Sudan, in rappresaglia contro gli attentati del 7 agosto alle ambasciate americane in Kenya e Tanzania; quello che viene distrutto nell'attacco è in realtà l'impianto farmaceutico di al-Shifa a Khartum
- 2008 – Incidente all'aeroporto di Madrid: il volo Spanair 5022 prende fuoco in fase di decollo causando 154 morti e 18 feriti gravi
- 2009 – Usain Bolt a Berlino migliora il record di corsa sui 200 metri, percorrendo la distanza in 19"19
- 2018 – L'ambientalista svedese Greta Thunberg, al tempo quindicenne, inizia la sua battaglia contro i cambiamenti climatici manifestando di fronte al Parlamento svedese
- 2019 – Il ministro dell'Interno Matteo Salvini sfiducia il premier Giuseppe Conte facendo cadere il Governo Conte I, ultimo atto della crisi aperta l'8 agosto

## Nati
Ci sono circa 1 110 voci su persone nate il 20 agosto; vedi la pagina Nati il 20 agosto per un elenco descrittivo o la categoria Nati il 20 agosto per un indice alfabetico.

## Morti
Ci sono circa 480 voci su persone morte il 20 agosto; vedi la pagina Morti il 20 agosto per un elenco descrittivo o la categoria Morti il 20 agosto per un indice alfabetico.

## Feste e ricorrenze

### Civili
Nazionali:
- Estonia – festa nazionale (dichiarazione di restaurazione dell'indipendenza dall'Unione Sovietica)
- Ungheria – festa nazionale (giorno di Santo Stefano)

### Religiose
Cristianesimo:
- San Bernardo di Chiaravalle, abate e dottore della Chiesa
- Sant'Amatore di Lucca
- San Bernardo Tolomei, fondatore degli Olivetani
- Santi Cristoforo e Leovigildo, monaci
- Sant'Erberto Hoscam, vescovo
- San Filiberto abate
- Santa Laura, corpo santo venerato a Pollenza
- Santa Maria De Mattias, fondatrice delle Suore adoratrici del Sangue di Cristo
- San Massimo di Chinon, abate
- Sant'Oswine di Deira, re di Deira
- San Samuele, giudice e profeta d'Israele
- San Xacatur di Tigranakert, martire armeno
- San Zaccheo, pubblicano
- Beato Benedetto Zafont, mercedario
- Beato Francesco Matienzo, mercedario
- Beato Gervasio Brunel, sacerdote e martire
- Beato Georg Häfner, sacerdote e martire
- Beato Ladislao Maczkowski, sacerdote e martire
- Beata Maria Climent Mateu, vergine e martire
- Beato Mattia Cardona Meseguer, sacerdote scolopio, martire
- Beato Pablo Segalá Solé, sacerdote e martire